# Zaireichthys compactus
Zaireichthys compactus és una espècie de peix pertanyent a la família dels amfílids i a l'ordre dels siluriformes.

## Descripció
El seu cos, allargat, fa 2,6 cm de llargària màxima. 1 espina i 6 radis tous a l'aleta dorsal. 12 radis a l'aleta anal. Aletes pelvianes amb 1 espina i 6 radis tous. 34 vèrtebres. Es diferencia de la resta d'espècies del seu gènere (llevat de Zaireichthys heterurus) per tindre 6 radis a les aletes pectorals i 7/7 radis a l'aleta caudal. Línia lateral contínua. És de color marró clar a marró groguenc, més clar cap al ventre. Taques irregulars a la part davantera del cos amb una filera de punts darrere de l'aleta dorsal i a cada flanc fins al peduncle caudal. Les aletes inferiors són del mateix color del cos, mentre que les superiors són tacades.

## Hàbitat i distribució geogràfica
És un peix d'aigua dolça, demersal i de clima tropical, el qual viu a Àfrica: les aigües marronoses i fangoses amb substrat de fang, sorra i pedres del riu Rutukira (afluent del riu Ruhuhu) al nord-est de la conca del llac Malawi aTanzània.

## Observacions
És inofensiu per als humans i el seu índex de vulnerabilitat és baix (10 of 100).